# Cléopâtre Ire
Pour les articles homonymes, voir Cléopâtre.
Cléopâtre Ire Syra (« la Syrienne »), née vers 204 et morte en 176 avant notre ère, est une reine d'Égypte, fille d'Antiochos III et épouse de Ptolémée V. Elle est régente pendant la minorité de son fils Ptolémée VI, de la mort de son époux en 180 jusqu'à sa mort.

## Biographie

### Princesse séleucide
Cléopâtre Ire est la fille du roi séleucide Antiochos III et très probablement de Laodicé III. Des historiens avancent qu'elle est née en 215 ou 210 av. J.-C., mais comme elle n'a sa première grossesse que vers 187, sa naissance pourrait être plutôt située vers 205. Sa dot pourrait avoir été la Cœlé-Syrie, mais les Séleucides conserveront la province. Elle est la mère de Ptolémée VI, Ptolémée VIII et Cléopâtre II.
En 196 av. J.-C., à Lysimacheia, Antiochos III entreprend des négociations de paix avec les Lagides qui sont soutenus par les Romains. Dans ce contexte, il propose à Ptolémée V d'épouser sa fille Cléopâtre Ire. Ils se fiancent en 195 et se marient en 193 à Raphia. Ptolémée est alors âgé d'environ 16 ans et Cléopâtre d'environ 10 ans. Plus tard, les souverains lagides affirmeront que Cléopâtre a eu pour dot la Cœlé-Syrie et que, par conséquent, ce territoire appartiendrait à l'Égypte. Cependant, dans la pratique, la Cœlé-Syrie est restée une possession séleucide après la bataille de Panion en 198.

### Reine et régente d'Égypte
À Alexandrie, Cléopâtre Ire est surnommée la Syrienne. Dans le cadre du culte ptolémaïque, elle est honorée avec son époux sous le nom de Theoi Epiphaneis (« dieux illustres »). Conformément à la tradition égyptienne antique du mariage entre frères et sœurs, elle est également nommée sœur (adelphè) de Ptolémée V. Un synode de prêtres tenu à Memphis en 185 accorde à Cléopâtre tous les honneurs qui ont été donnés à Ptolémée V en 196 et qui sont inscrits sur la pierre de Rosette.
En septembre 180, Ptolémée V meurt subitement à l'âge de 30 ans. Son fils, Ptolémée VI, alors âgé de six ans, est immédiatement couronné roi avec Cléopâtre comme régente. Elle est la première reine ptolémaïque à régner sans son époux. Dans les documents de cette période, Cléopâtre est appelée Théa Épiphanes (« déesse illustre ») et son nom apparaît avant celui de son fils. Les pièces de monnaie sont frappées sous l'autorité de Cléopâtre et de son fils.
Juste avant sa mort, Ptolémée V a planifié une nouvelle guerre contre les Séleucides, mais Cléopâtre a immédiatement mis fin aux préparatifs de guerre contre son frère Séleucos IV et a poursuivi une politique pacifique en raison de ses propres origines et aussi parce qu'une guerre aurait pu menacer son emprise sur le pouvoir,. 
Cléopâtre est probablement morte à la fin de 178 ou au début de 177, bien que certains historiens placent sa mort à la fin de 176. Sur son lit de mort, elle désigne Eulaéos et Lenaéos, deux de ses proches associés, comme régents. Eulaeos est un eunuque qui a été le tuteur de Ptolémée VI. Lénaeos est quant à lui un esclave syrien qui est probablement venu en Égypte dans la suite de Cléopâtre lorsqu'elle s'est mariée. Les deux régents n'ont pas su empêcher la détérioration des relations avec le royaume séleucide qui aboutit à la désastreuse sixième guerre de Syrie.

## Généalogie

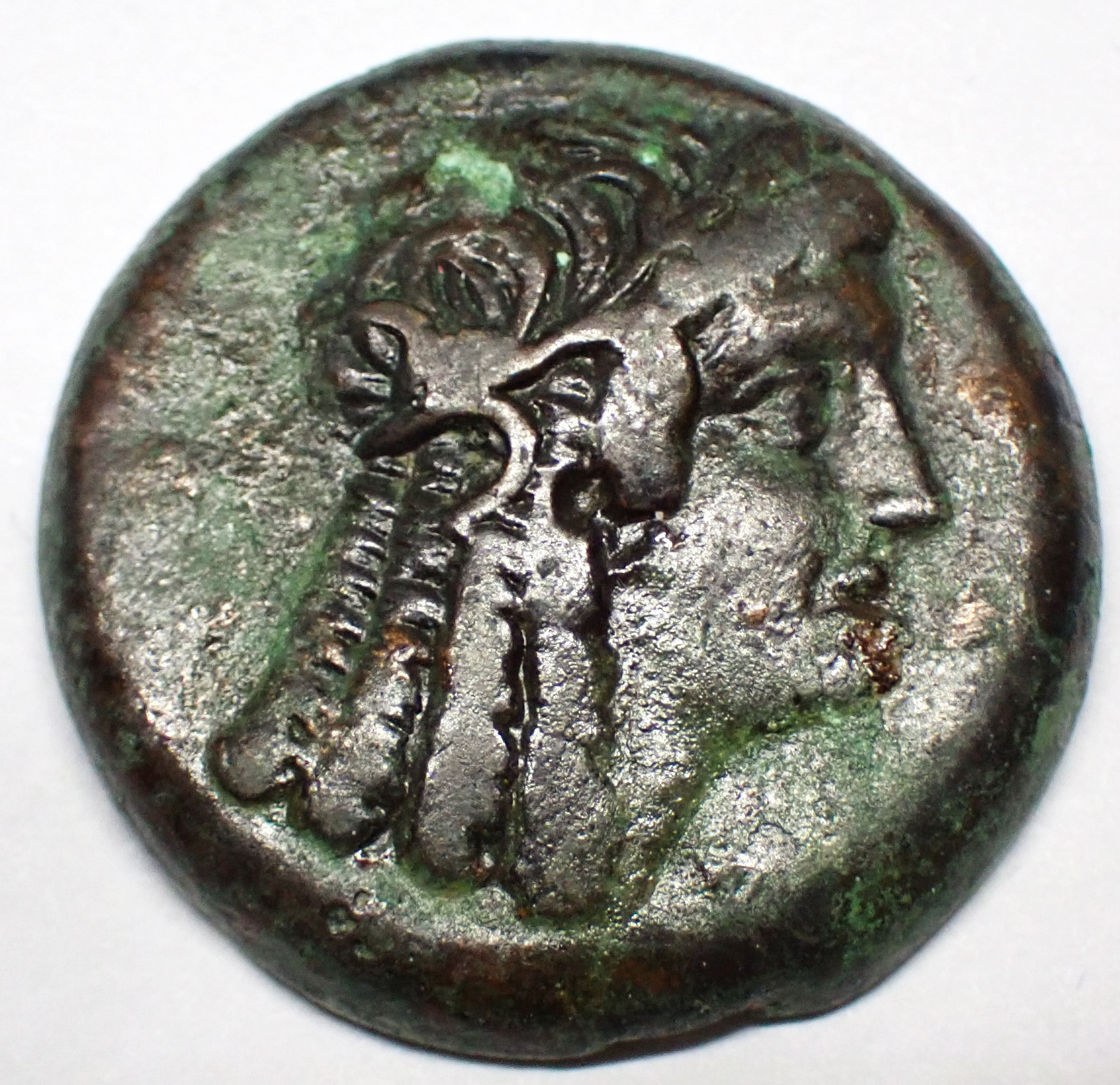
Monnaie à l'effigie de Cléopâtre Ire, représentée en Isis, datant du règne de Ptolémée V.

## Biographie
- Édouard Will, Histoire politique du monde hellénistique 323-30 av. J.-C., Paris, Seuil, coll. « Points Histoire », 2003 (ISBN 2-02-060387-X).
- (en) John D. Grainger, The Syrian Wars, Brill, 2010, 448 p., p. 281–328.
- (en) Günther Hölbl, A History of the Ptolemaic Empir, Routledge, 2001.